# Bacskai Miklós
Bacskai Miklós (néhol: Bácskai 1482 – 1526? ) egri kisprépost, a szintén egri kispréposti tisztséget betöltő Bácskai Miklós (?–1504), későbbi püspök unokaöccse, gyakorta összekeverik kettejüket.

## Élete
Kevés információval rendelkezünk életéről, szinte csak említésszinten maradt fenn neve korabeli oklevelekben. Apja, Bacskai Menyhért annak a Bacskai Benedek ungi alispánnak volt a fia, aki Bacskai János testvére volt. Bacskai János gyermeke pedig Bácskai Miklós prépost, püspök. A fiatalabbik Bacskai Miklós 1500. május 2-án - 18. életévében - Rómában járt, mint a Ferrarai Egyetem hallgatója. Ekkor egri egyházmegyei klerikusként említik. Feltehető, hogy a püspök Miklós támogatta unokaöccsének egyetemi tanulmányait - noha arról nincs információ, hogy az ifjú Miklós végzettséget szerzett volna. Nagybátyja 1498-1499-ben töltötte be az eger-vári Szent Péter-társaskáptalan prépostja címet, és szintén feltételezhető, hogy szerémi püspökké történt kinevezését követően az ő ajánlására "örökölhette" meg pozícióját az unokaöccse. Az ifjabb Miklós 1500. augusztus 11-től 1526. augusztus 19-ig viselte az egri kispréposti címet. Így adódott, hogy 1498-tól 1526-ig Bacskai (Bácskai) Miklós nevű személy töltötte be a tisztséget, ami a két prépost életrajzi adatainak vissza-visszatérő összekeveredéséhez vezetett. Bácskai Miklós ugyanis 1504. október 5.-e előtt elhunyt, ám a névrokona 1526-ig történő prépostsága miatt máig több helyen 1524 vagy 1526 van feltüntetve halálozási dátumként.